# De-Sitter-Modell
Das De-Sitter-Modell (auch De-Sitter-Kosmos) ist eine Raumzeit mit positiver kosmologischer Konstante {\displaystyle \Lambda >0} und verschwindendem Materieinhalt {\displaystyle \rho =0}. Es wurde 1917 von dem  niederländischen Astronom Willem de Sitter entwickelt und unabhängig auch von Tullio Levi-Civita (1917) eingeführt. Damals wurde es als stationäres Universum gesehen und war bis Anfang der 1930er Jahre zusammen und in Konkurrenz zum Einstein-Kosmos das dominierende kosmologische Modell. Später wurde es als Spezialfall der dynamischen Friedmann-Lösungen erkannt. Durch die Abwesenheit von Materie kann der De-Sitter-Kosmos das Machsche Prinzip nicht erfüllen.
Je nach Wahl der Koordinaten existieren verschiedene Darstellungen des De-Sitter-Universums, sodass es in einigen Darstellungen zunächst als stationär erschien:
- Wählt man eine Friedmann-Lösung mit verschwindender Krümmung ({\displaystyle k=0} in der Robertson-Walker-Metrik) und ohne Materie, ergibt sich als Lösung ein flacher, sich ausdehnender De-Sitter-Kosmos mit Radius {\displaystyle R(t)\sim e^{Ht}} und der Hubble-Konstante {\displaystyle H={\sqrt {\tfrac {\Lambda }{3}}}}.[2]
- Die beiden Friedmann-Lösungen mit {\displaystyle k=\pm 1} haben konstante positive bzw. negative Krümmung.

Nach Ansicht vieler Kosmologen glich das Universum am Anfang einem De-Sitter-Raum (siehe Inflation). Im Laufe der Zeit könnte sich das Universum durch die Beschleunigung der kosmischen Expansion und die von ihr bewirkte Verdünnung der Materie wieder einem solchen materiefreien Modell mit kosmologischer Konstante annähern.

## Historie
Historisch wichtig war das De-Sitter-Modell auch, weil es eine Zunahme der Rotverschiebung der Galaxien mit der Entfernung vorhersagte. Aufgrund des Ersten Weltkriegs kannte de Sitter damals noch nicht die insbesondere von Vesto Slipher zusammengetragenen Daten und konnte keine detaillierten Vergleiche mit den Beobachtungen anstellen, doch waren die in den 1920er Jahren in zunehmender Anzahl beobachteten Rotverschiebungen der Galaxien damals ein Argument für de Sitters Modell und gegen Einsteins Modell des nicht expandierenden oder kontrahierenden, statischen, gegenüber kleinen Änderungen instabilen Universums. Die De-Sitter-Theorie hatte aufgrund dieser Vorhersage Einfluss auf das Denken von Edwin Hubble, der seine Beobachtungen noch 1929 mit dem De-Sitter-Modell interpretierte.

## Mathematisches
Die (3,1)-dimensionale Raumzeit des De-Sitter-Modells ist mathematisch der Spezialfall eines De-Sitter-Raums, der allgemein als (d−1,1)-dimensionale Hyperkugel eines (d,1)-dimensionalen flachen Minkowski-Raums definiert ist.
Ein besonders in der Stringtheorie zu Bedeutung gelangtes „Gegenstück“ zum De-Sitter-Raum ist der Anti-de-Sitter-Raum.